# Anatoli Wassiljewitsch Iwanow (Musiker)

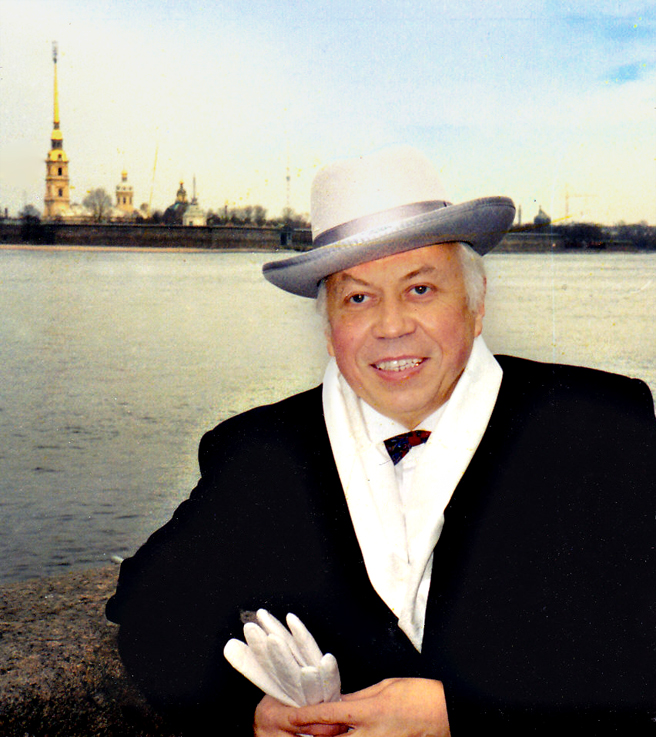
Anatoli Wassiljewitsch Iwanow

Anatoli Wassiljewitsch Iwanow (russisch Анатолий Васильевич Иванов; * 26. Juni 1934 in Leningrad; † 2. April 2012 in Wien) war ein russischer Solo-Paukist, Komponist, Dirigent und Volkskünstler Russlands. 
Er war Vorstand der russischen Schlagzeuger-Assoziation (russ. Российская Ассоциация исполнителей на ударных инструментах), Mitglied der Percussive Arts Society und Mitglied der russischen Autorengesellschaft. Er unterrichtete am N. A. Rimski-Korsakow-Konservatorium St. Petersburg und war einer der bekanntesten Pädagogen der russischen Schlagzeugschule.

## Leben
Iwanow studierte Klavier und Schlagzeug am Leningrader Konservatoriums. Im Jahr 1957 absolvierte er die Prüfung bei Alexei Iwanowitsch Sobolew (russ. Соболев, Алексей Иванович) und Wassili Ewseewitsch Osadtschuk (russ. Осадчук, Васи́лий Евсеевич).
Seit 1952 arbeitete er im Staatlichen Russischen Volksorchester und im Jazz-Orchester. Seit 1964 arbeitete er als Solo-Schlagzeuger und Stimmführer der Schlaginstrumente im Orchester der Leningrader Philharmonie unter der Leitung von Jewgeni Mrawinski und Juri Temirkanow.
In den 1960er Jahren entwickelte er ein Organisationsprogramm für ein Schlagwerk-Ensemble. Im Jahre 1996 schrieb er eine methodische Arbeit Играйте в ансамбле ударных инструментов! (deutsch: Spielen Sie im Ensemble der Schlaginstrumente!). Im Jahre 1989 gründete er ein Schlagzeug-Ensemble "Виват, ударные!", das in den 1990er Jahren mit einer Vielzahl an Konzerten mit Iwanows eigenen Kompositionen und mit seinen Arrangements klassischer Musik erfolgreich war.
Er starb am 2. April 2012 in Wien. Anlässlich seines vierten Todestages fand am 12. April 2016 in dem Mariinski-Theater ein Gedenkkonzert statt.

## Werke
Zu seinen Werken gehören Musikstücke für russisches Volksorchester, Jazz-Orchester, Schlagzeug-Ensemble, für Vibraphon, Xylophon, Celesta, Flöte, Klavier mit Orchester, Pauken, Tuba-Ensemble, sieben Musikstücke für Pauken mit Klavier etc. Eines seiner wichtigsten Werke ist die Transkription des „Kinderalbums“ von Pjotr Iljitsch Tschaikowski für Schlagzeug-Ensemble, die im Jahre 1995 veröffentlicht wurde.

## Veröffentlichungen
- Anatoli W. Iwanow: Vzgljad iz orkestra ("Взгляд из Оркестра", deutsch: Ein Blick aus dem Orchester), Sankt-Peterburg, Garmonija, 2004 ISBN 5-9268-0295-4.

## Filmografie
- 1962: Ein Impromptu für  Vibraphon – Regie: Nikita Kurichin
- 1964: Die Frühlingsstimmung Regie: Viktor Okuntzov[9]
- 1964: Ein Wintermärchen – Regie: Nikita Kurichin